# Centros de Excelencia
Los Centros de Excelencia es una asociación creada en 2006 con personalidad jurídica propia, y sin ánimo de lucro, compuesta con centros promotores de la Excelencia cuyo objetivo es aunar esfuerzos en las comunidades autónomas, centrados en la cultura de la calidad, la innovación y excelencia empresarial en España.
Cuenta con más de 1860 patronos, socios y entidades colaboradoras. Desarrollan publicaciones, proyectos, actividades y gestionan y conceden los premios nacionales Quality Innovation Award, QIA y el Premio Centros de excelencia, CEX.
Los Premios Internacionales Quality Innovation Award (QIA), creados en 2007 por Excellence Finland, donde participan entidades de promoción de la Calidad, Excelencia e Innovación de 18 países. En el año 2017 la gala internacional de los premios QIA se celebró en Bilbao. Las categorías de los premios son Microempresas & Startups, Pymes y gran empresa, Innovación Responsable, Sector Social y Sanitario, Sector Educativo, Sector Público e Innovación Potencial. Los Premios conceden una evaluación profesional e independiente, comparan las innovaciones a nivel nacional e internacional, dan visibilidad a los premiados, fomentan la cultura innovadora, participan en una competición internacional y proyecta las innovaciones nacional fuera del país de origen. 
El 26 de febrero de 2019 el Aeropuerto de Teruel obtiene el Premio Mundial QIA que recoge su director general Alejandro F. Ibrahim Perera,